# Gregolry Panizo
Gregolry Alves de Freitas Panizo (Tupãssi, 12 de maio de 1985) é um ciclista brasileiro de estrada, que atualmente (2014) compete pela equipe Clube DataRo de Ciclismo - Bottecchia.
Panizo mora em Maringá desde os seis anos, tendo começado no ciclismo aos 17.
O ciclista foi o vencedor do Campeonato Paranaense de 2004, dos Jogos Abertos do Paraná de 2005 a 2009 e foi o vice-campeão do Tour de Santa Catarina de 2007.
É bicampeão da Volta Ciclística de São Paulo (2008 e 2010), uma das principais corridas por etapas do Brasil,
Em 2011, Gregory Panizo foi um dos três brasileiros participando do Campeonato Mundial de Estrada em Copenhague, na Dinamarca. Ele completou a prova na 149ª colocação. Também nesse ano, Panizo ficou com a 2ª colocação no ranking individual do UCI America Tour, somente um ponto atrás do vencedor Miguel Ubeto. Panizo também conquistou o Campeonato Pan-Americano de Ciclismo de Estrada de 2011 em Medellín, na Colômbia.
Foi campeão dos Jogos Pan-Americanos de Guadalajara, em 2011, título que lhe assegurou a vaga para os Jogos Olímpicos de Verão de 2012 em Londres. Junto com Murilo Fischer e Magno Nazaret, Panizo foi um dos três representantes brasileiros na prova olímpica do ciclismo de estrada, mas não a completou, abandonando a corrida após 4 horas e 53 minutos de prova.

## Principais resultados
2007
6º - Classificação Geral da Volta Ciclística de São Paulo
8º - Classificação Geral da Volta do Paraná
2º - Classificação Geral do Tour de Santa Catarina
1º - Etapa 5
1º - Etapa 7
2008
2º - Circuito Vale dos Minérios
1º  Classificação Geral da Volta Ciclística de São Paulo
2º - Etapa 3 
2º - Etapa 5
2009
4º - Campeonato Brasileiro de CRI 
2010
4º - Classificação Geral da Volta do Paraná
2º - Etapa 2
1º  Classificação Geral da Volta Ciclística de São Paulo
1º - Etapa 8
2011
1º - Copa Bike Company
5º - Classificação Geral da Volta de Gravataí
9º - Campeonato Pan-Americano CRI
1º  Campeonato Pan-Americano de Estrada
3º - Campeonato Brasileiro de Ciclismo de Estrada 
2º - UCI America Tour
2012
3º - Prova Ciclística 1° de Maio - GP Ayrton Senna
1º - Etapa 2 da Vuelta a Guatemala
5º - Classificação Geral da Volta Ciclística de São Paulo
2013
2º - Etapa 7 da Vuelta a Guatemala
3º - Prova Ciclística 1º de Maio
1º - Etapa 5 do Tour do Rio
6º - Classificação Geral do Desafio das Américas de Ciclismo
2º - Etapa 2 (CRI)
2014
9º - Classificação Geral do Volta Ciclística de São Paulo